# Challenger Pro League 2023-2024
La Challenger Pro League 2023-2024 è stata la 107ª edizione della Challenger Pro League, già nota come Division 1B, secondo torneo professionistico del campionato di calcio belga. La stagione regolare è iniziata nell'agosto 2023 ed è terminata nel maggio 2024.
L'espansione del campionato da 12 a 16 squadre ha comportato anche un nuovo formato: un regolare torneo all'italiana di 30 giornate. Successivamente, i campioni e i secondi classificati saranno entrambi promossi alla Pro League belga 2024–25 e, allo stesso modo, i due ultimi classificati saranno retrocessi nella Divisione nazionale belga 1 2024–25. Verranno organizzati gli spareggi tra le squadre. finendo nelle posizioni da 3 a 6, con il vincitore di questi play-off che affronterà il secondo classificato dei playoff retrocessione nella Pro League belga 2023-24 per l'ultimo biglietto rimanente nella Pro League belga 2024-25.
L'Under 23 ha diritto in teoria alla promozione e alla retrocessione, ma deve sempre giocare almeno un livello sotto il club madre. Ciò significa che:
- Le quattro squadre U23 di questa divisione non possono essere promosse. Nel caso in cui una o più di queste squadre finiscano nelle prime sei posizioni, i posti per la promozione e gli spareggi passeranno alla squadra idonea successiva in classifica.
- Se uno dei club madri delle squadre di questa divisione dovesse retrocedere dalla Pro League belga 2023–24, anche la corrispondente squadra U23 sarà costretta a retrocedere dalla Challenger Pro League 2023–24, indipendentemente dalla sua posizione finale.

## Partecipanti stagione 2023-2024
| Squadra            | Città        | Stadio                            | Capacità |
| ------------------ | ------------ | --------------------------------- | -------- |
| Beerschot VA       | Anversa      | Olympisch Stadion                 | 14,538   |
| Club NXT           | Bruges       | Schiervelde Stadion               | 14,538   |
| Deinze             | Deinze       | Burgemeester Van de Wiele Stadion | 7,515    |
| Dender             | Denderleeuw  | Florent Beeckmanstadion           | 10,800   |
| Francs Borains     | Boussu       | Stade Robert Urbain               | 6,000    |
| Jong Genk          | Genk         | Luminus Arena                     | 24,956   |
| Lommel SK          | Lommel       | Soevereinstadion                  | 8,000    |
| Lierse Kempenzonen | Lier         | Herman Vanderpoortenstadion       | 14,538   |
| Ostenda            | Ostenda      | Versluys Arena                    | 8,432    |
| Patro Eisden       | Maasmechelen | Gemeentelijk Sportparkstadion     | 3,900    |
| RFC Liegi          | Liegi        | Stade du Pairay, Seraing          | 2,500    |
| RSCA Futures       | Anderlecht   | Stadio Constant Vanden Stock      | 14,538   |
| Seraing            | Seraing      | Stade du Pairay                   | 14,236   |
| SL16 FC            | Liegi        | Stadio Maurice Dufrasne           | 4,015    |
| Sportkring Beveren | Beveren      | Freethiel Stadion                 | 13,290   |
| Zulte Waregem      | Waregem      | Regenboogstadion                  | 12,250   |

## Classifica finale
Aggiornata al 6 maggio 2024.
|  | Pos. | Squadra        | Pt | G  | V  | N  | P  | GF | GS | DR  |
|  | ---- | -------------- | -- | -- | -- | -- | -- | -- | -- | --- |
|  | 1.   | Beerschot VA   | 56 | 30 | 17 | 5  | 8  | 46 | 29 | +17 |
|  | 2.   | Dender         | 54 | 30 | 15 | 9  | 6  | 55 | 32 | +23 |
|  | 3.   | Deinze         | 53 | 30 | 16 | 5  | 9  | 48 | 37 | +11 |
|  | 4.   | Lommel         | 52 | 30 | 15 | 7  | 8  | 51 | 31 | +20 |
|  | 5.   | Zulte Waregem  | 51 | 30 | 15 | 6  | 9  | 51 | 34 | +17 |
|  | 6.   | Patro Eisden   | 51 | 30 | 14 | 9  | 7  | 40 | 28 | +12 |
|  | 7.   | RFC Liegi      | 49 | 30 | 15 | 4  | 11 | 49 | 41 | +8  |
|  | 8.   | SK Beveren     | 45 | 30 | 13 | 6  | 11 | 44 | 40 | +4  |
|  | 9.   | Club NXT       | 37 | 30 | 11 | 4  | 15 | 40 | 49 | -9  |
|  | 10.  | Jong Genk      | 37 | 30 | 10 | 7  | 13 | 46 | 52 | -6  |
|  | 11.  | Lierse         | 35 | 30 | 10 | 5  | 15 | 44 | 59 | -15 |
|  | 12.  | RSCA Futures   | 34 | 30 | 8  | 10 | 12 | 39 | 47 | -8  |
|  | 13.  | Ostenda (-6)   | 32 | 30 | 10 | 8  | 12 | 32 | 39 | -7  |
|  | 14.  | Francs Borains | 32 | 30 | 9  | 5  | 16 | 38 | 52 | -14 |
|  | 15.  | Seraing        | 28 | 30 | 6  | 10 | 14 | 33 | 51 | -18 |
|  | 16.  | SL16           | 17 | 30 | 5  | 2  | 23 | 25 | 60 | -35 |

Legenda:
       Promosso in Pro League 2024-2025.
 Ammessa ai play-off
       Retrocesso in Nationale 1 2024-2025.
Regolamento:
Tre punti a vittoria, uno a pareggio, zero a sconfitta.
In caso di arrivo di due o più squadre a pari punti, la graduatoria verrà stilata secondo la classifica avulsa tra le squadre interessate che prevede, in ordine, i seguenti criteri:
- Punti negli scontri diretti
- Differenza reti negli scontri diretti
- Differenza reti generale
- Reti realizzate in generale
- Sorteggio

Note:
Il Club NXT non ha giocato le partite casalinghe nello stesso luogo della squadra A del Club Brugge (lo stadio Jan Breydel), ma si è trasferito a Roeselare per giocare allo Schiervelde Stadion.
Il 20 dicembre 2023, all'Oostenda sono stati detratti 3 punti per debiti in sospeso e per non aver aderito ai regolamenti della FA belga. Il giorno dopo furono detratti altri 6 punti per aver mancato una seconda scadenza per il rimborso dei debiti. Ostenda ha presentato ricorso contro questa decisione e il verdetto del 25 gennaio 2024 ha ridotto la detrazione di punti a 6 punti. Non erano ancora autorizzati ad avere trasferimenti in entrata. Il 14 maggio 2024, un mese dopo la fine della stagione, l'Oostende ha annunciato di non aver trovato un investitore per rilevare il club e che a causa dei debiti finanziari non sarebbe stato in grado di soddisfare i criteri per giocare nella Challenger Pro League e nemmeno in quella belga. Divisione nazionale 1. Di conseguenza, il club retrocederà almeno due livelli nella divisione belga 2 e sarà penalizzato con -3 punti. Il 3 giugno 2024, il club ha dichiarato ufficialmente fallimento ed è in trattative con i club vicini per formare una fusione e riavviare a livello di quel club. Se nessun club sarà disposto a fondersi con il KV Oostende, il club potrà solo riavviare il campionato più basso della piramide calcistica belga, il quarto campionato provinciale delle Fiandre occidentali (livello 9).
Il Seraing sarebbe stato retrocesso ma a causa della mancata ricezione della licenza da parte dell'Oostenda un mese dopo la fine della stagione, la squadra è stata ripescata.